# Fabrice Vigne
Fabrice Vigne (né le 17 avril 1969 à La Mure, Isère) est un écrivain français, essentiellement connu pour ses ouvrages de littérature jeunesse.

## Biographie
C'est en 2003, aux éditions de L'Ampoule que Fabrice Vigne publie son premier roman baptisé TS. Fabrice Vigne  décide d'alterner les publications "adulte" et "jeunesse".
La Mèche, illustré par Philippe Coudray, paraît en 2006, autour du « secret capital » de la nuit de Noël. Pour Le Monde : « Sur ce mensonge dont le dévoilement est souvent si terrible, une histoire vive et astucieuse que le trait de Philippe Coudray sert à la perfection ».
En 2007 paraît Les Giètes, sur le thème du vieillissement, qui inaugure la collection « Photoroman » des éditions Thierry Magnier, dont le principe est d'associer l'image et l'écrit : l'auteur reçoit 12 photos dont il ne sait rien (en l'occurrence, pour cet ouvrage, celles de la photographe Anne Rehbinder) et, à partir de ces clichés, doit imaginer une histoire. Le site  Ricochet précise : « Les giètes, comme nous l’explique le narrateur, ce sont les jours « au-delà » de la période de gestation estimée pour une vache ».
Il publie deux romans historiques jeunesse aux mêmes éditions : Jean Ier le posthume, roman historique..., en 2005, et sa suite Jean II le Bon, séquelle en 2010. Pour ce deuxième opus, l'avis critique de La Revue des livres pour enfants écrit : « Fabrice Vigne est un auteur rare : trois livres en "jeunesse", trois coups de cœur pour ces textes pleins de vitalité, avec des héros qui s'analysent, de l'humour... et des récits qui plaisent probablement davantage aux adultes qu'aux jeunes. »
Il crée une structure d'auto-édition, Le fond du tiroir.

## Publications
- TS[1], ed. l’Ampoule, 2003
- Jean Ier le Posthume roman historique[6],[8], editions Thierry Magnier, 2005
- Voulez-vous effacer/archiver ces messages ? (nouvelles) ed. Castells, 2006
- La Mèche, ill. Philippe Coudray, ed. Castells, 2006 (réédition Le Fond du tiroir, 2010)
- Les Giètes[5],[3],[4], photographies Anne Rehbinder, ed. Thierry-Magnier, 2007
- L’échoppe enténébrée, récits incontestables, ed. Le fond du tiroir, 2008
- Le flux, ed. Le fond du tiroir, 2008
- ABC Mademoiselle, ill. Marilyne Mangione, ed. Le fond du tiroir, 2009
- J'ai inauguré IKEA, ill. Patrick Villecourt, ed. Le Fond du Tiroir, 2009
- Reconnaissances de dettes, ed. du Pur hasard, 2009
- Jean II le Bon[9],[8], ed. Thierry-Magnier, 2010
- Dr. Haricot, de la Faculté de médecine de Paris, pré#carré éditeur, 2011
- Lonesome George, ill. Jean-Pierre Blanpain, ed. Le Fond du Tiroir, 2012
- Double tranchant[10], ill. Jean-Pierre Blanpain, ed. Le Fond du Tiroir, 2012
- Vironsussi, livre-CD, roman co-écrit par et musique composée par Olivier Destéphany, ill. Romain Sénéchal, ed. Le Fond du tiroir, 2014
- Fatale spirale[11], ill. Jean-Baptise Bourgois, ed. Sarbacane, 2015
- Reconnaissances de dettes, ed. Le Fond du Tiroir, 2016
- 36 métiers à faire avant de mourir, pré#carré éditeur, 2018
- Ainsi parlait Nanabozo, ed. Thierry-Magnier, 2021
- Au premier jour de la Confine, livre-DVD avec Marie Mazille, Capucine Mazille & Franck Argentier, ed. Le Fond du Tiroir, 2021
- Lettre ouverte au Dr Haricot de la Faculté de Médecine de paris, ed. Le Réalgar, 2022
- La théorie de la compote, suivi de La compote de la théorie, ed. L'Atelier du Poisson soluble, 2023.